# テニスラケット

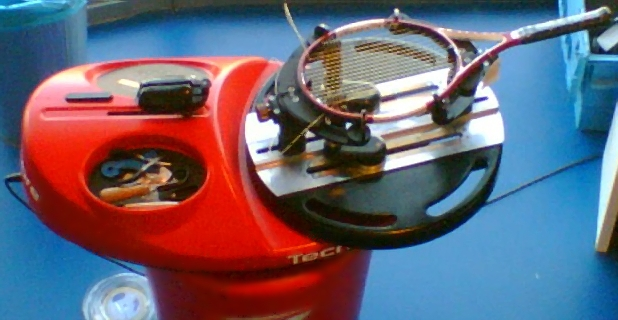
ガット張り

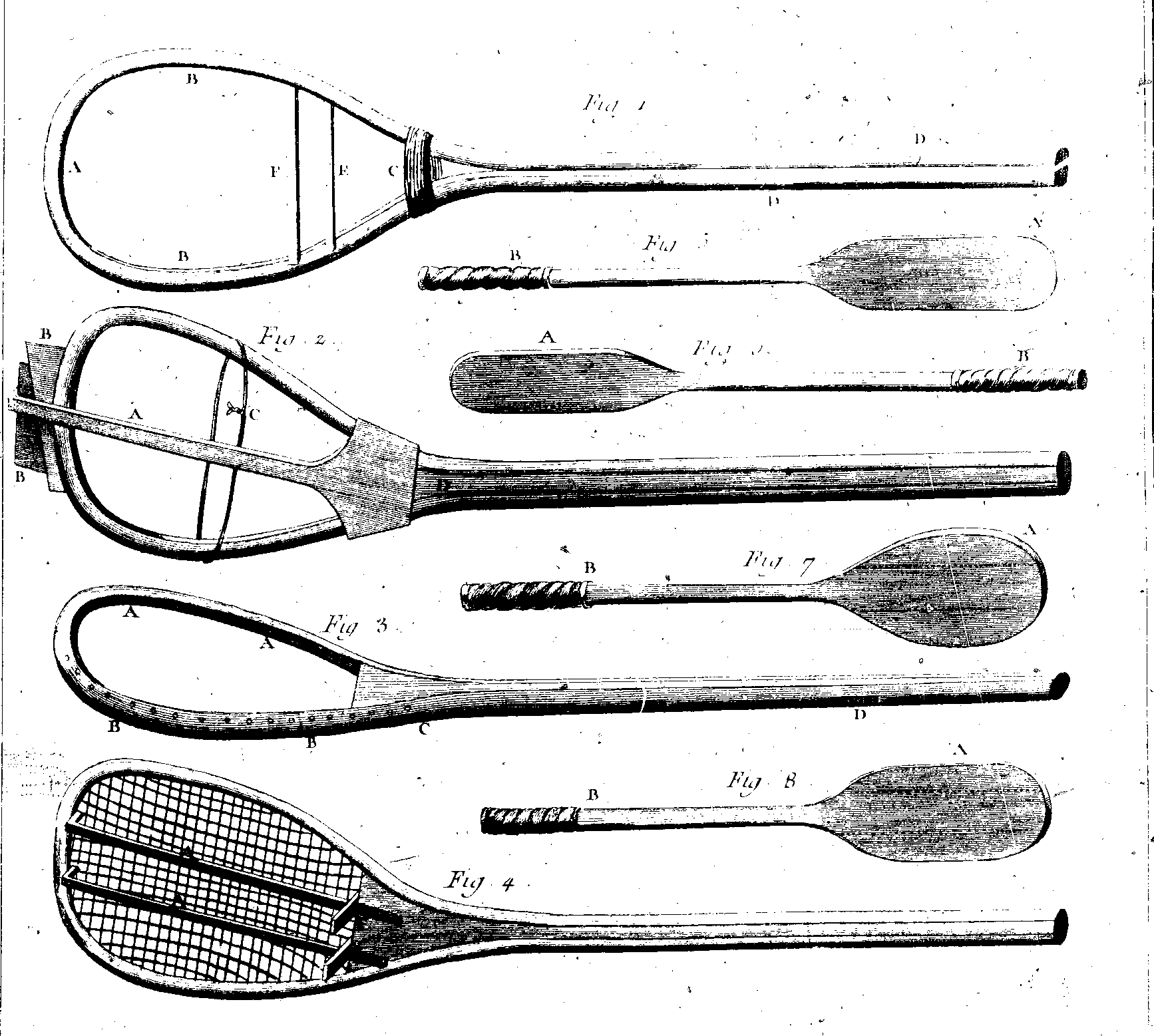
ジュ・ド・ポームにおけるラケット（木のへら状のものがトリケとバトワール）

テニスラケット（英: tennis racket, tennis racquet、中: 网球拍）は、球技のテニスにおいて、選手がボールを打つために用いるラケット。硬式テニス用とソフトテニス用がある。
ラケットを意図的に損壊させるとペナルティを受ける ほか、
ストリング（ガット）の切れたラケットは使用禁止となっているトーナメントもある。

## 歴史
かつてジュ・ド・ポームという競技においては、素手、素手に革紐、グローブ風、木の棒（1344年という説あり）という段階を経て、バトワール（battoir）と呼ばれる1枚板を削ったラケット状のものに達した。そして1550年頃、ガット張りラケットが生まれた。従来はボール同様にラケットの製造権もギルド組織の管理下に置かれ、ほうき・ブラシなどの製造業者が兼業していたことから生産数が少量だったとされ、ラケット製造業組合が独立したのは1550年頃といわれる）。その後も手作りの木製品が主流だったが、大量生産化され、炭素繊維製のものも登場した。
日本では、初期のローンテニスにおけるラケットのことを、バットとも呼んでいたといわれる。
1967年にスチール製、1968年にアルミ製、1974年に複合材のラケットが初登場したという説がある。
1976年にプリンス社は、ストリング面が110平方インチのテニスラケット「クラシック」を発表（1960年代前半までは木製で68平方インチとルール規定されていたといわれる）し、パム・シュライバーなどに愛用された。日本ではデカラケと呼ばれた。130平方インチや超大型サイズの137平方インチのものもあったという。
その後、1987年に厚ラケ、1995年に長ラケ と呼ばれるジャンルのラケットも出現した。
素材も進化し、Wilsonが1999年に東レから供給を受けた高価で希少な「ハイパーカーボン」などがある。

### サイズのルール変遷
2009年（平成21年）12月現在
ラケットのフレーム
ハンドルを含め，全長で73.66cmを超えてはいけない。→73.7cmを超えてはいけない。
全幅で31.75cmを超えてはいけない。→31.7cmを超えてはいけない。
ストリング面
全長で39.37cmを超えてはいけない。→39.4cmを超えてはいけない。
全幅で29.21cmを超えてはいけない。→29.2cmを超えてはいけない。

## ストリング

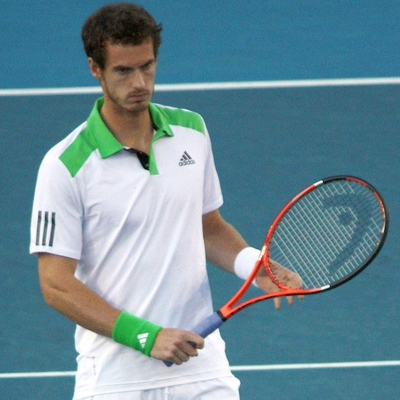
ヘッド社のステンシル

ストリング（ストリングスとも呼ぶ）には素材で大きく分けて、ナチュラルガット（カットグットとも呼ぶ天然素材）、ナイロンシンセティックガット、ポリエステルガット の3種類がある。
現在のように縦糸と横糸を垂直に交差させているものは、古いものでは1583年製とされるラケットに見られる。それ以前では、横糸のみ斜めに張って交差点を結んでいるもの（1552年・シャルル9世が用いたとされるもの）などが見つかっている。
高体連が主催・主管している大会では、ストリングにステンシルが入っているラケットは使用禁止になっている（ヨネックスのyy、プリンスのP、バボラのダブルラインなど）。
ラケットに張られたストリング上で、打球時にとても有効な領域をスウィートスポット と呼ぶが、それは3種類（3ヶ所）あるという定義もある。

## グリップ
日本で発売されているラケットのグリップの規格サイズは、1（G1）・2（G2）・3（G3）・4（G4）がある。オーバーグリップテープを巻いて調節する場合もある。

## スロート
ヘッドとグリップの間の空間の事をスロート（喉の意味）と呼ばれる。材料の強度が上がったため、軽量化のためにスロートの開口部が広く出来るようになった。そのため、上級者の試合ではほとんどないが、初心者の試合ではボールがスロートにはまることがあるが、その場合ははまった側の失点やフォールト、ダブルフォールトなど失敗扱いになる。はまったボールは生きているわけでは無いので、そのラケットを相手コートに投げても得点やサーブ成功にはならない。。 スロートにボールがはまるリスクを減らすために、シングルシャフトと呼ばれるスロートの無いラケットを選ぶ場合がある。その場合、仮にスロートに相当する部分に当たっても失点などが発生しない利点があるが、ラケットのねじれが少なくなるため、芯が狭くなる欠点がある。

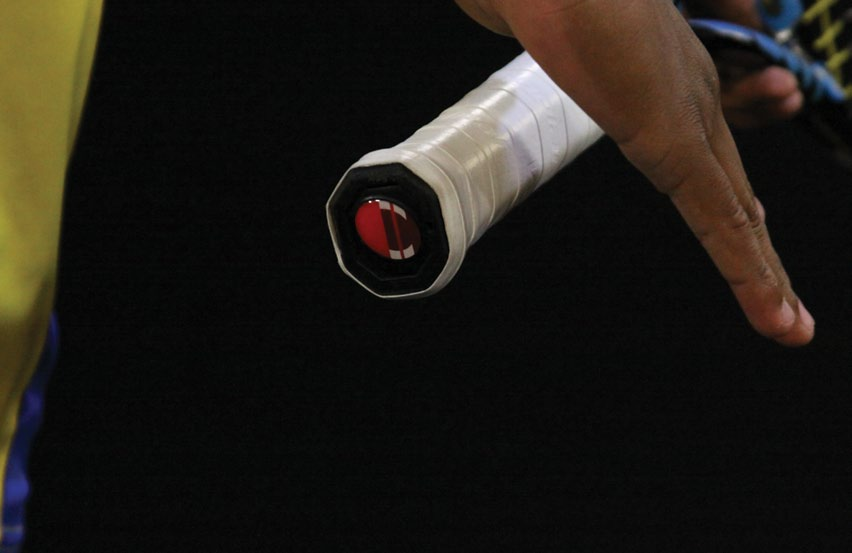
グリップ
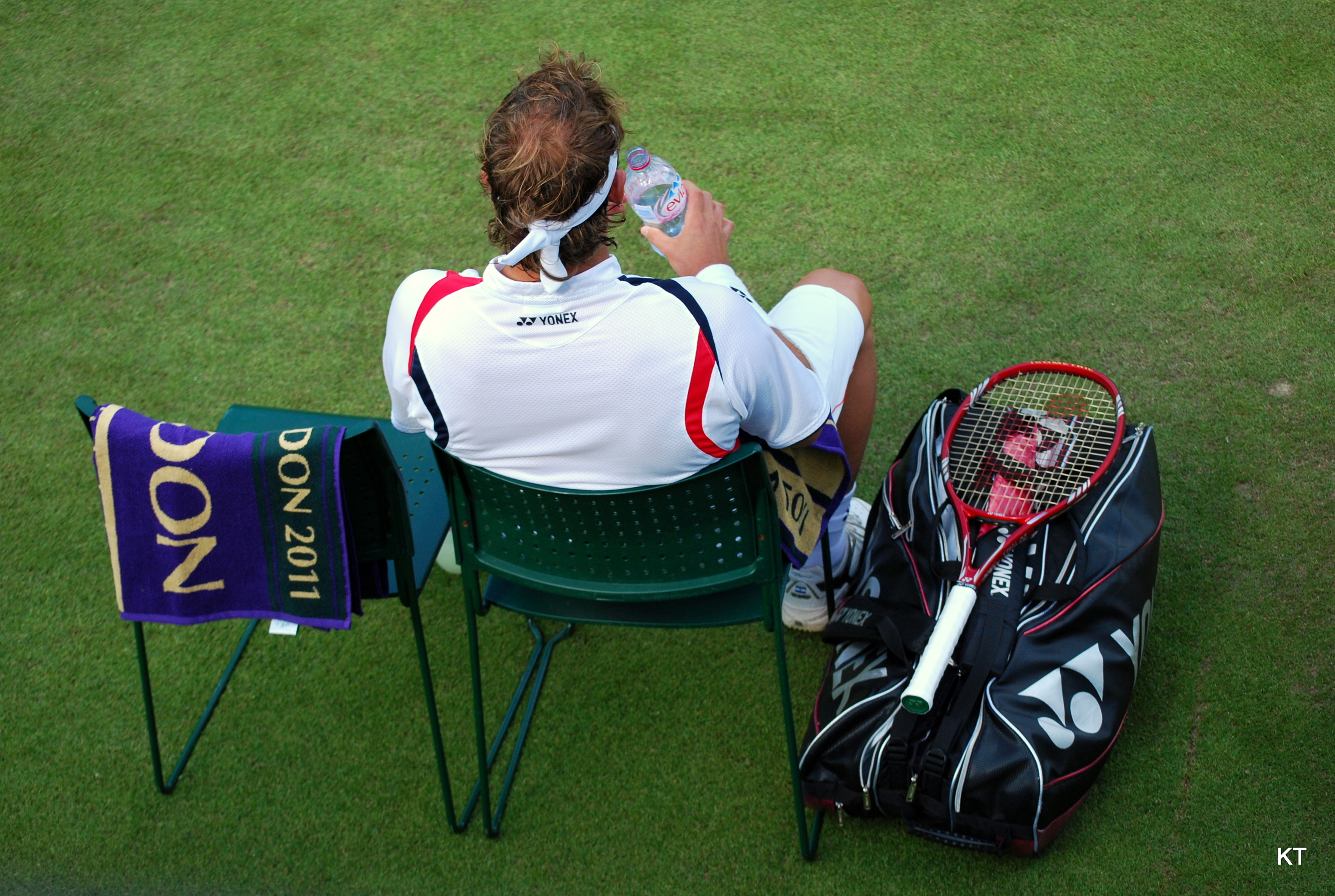
ラケットバッグ
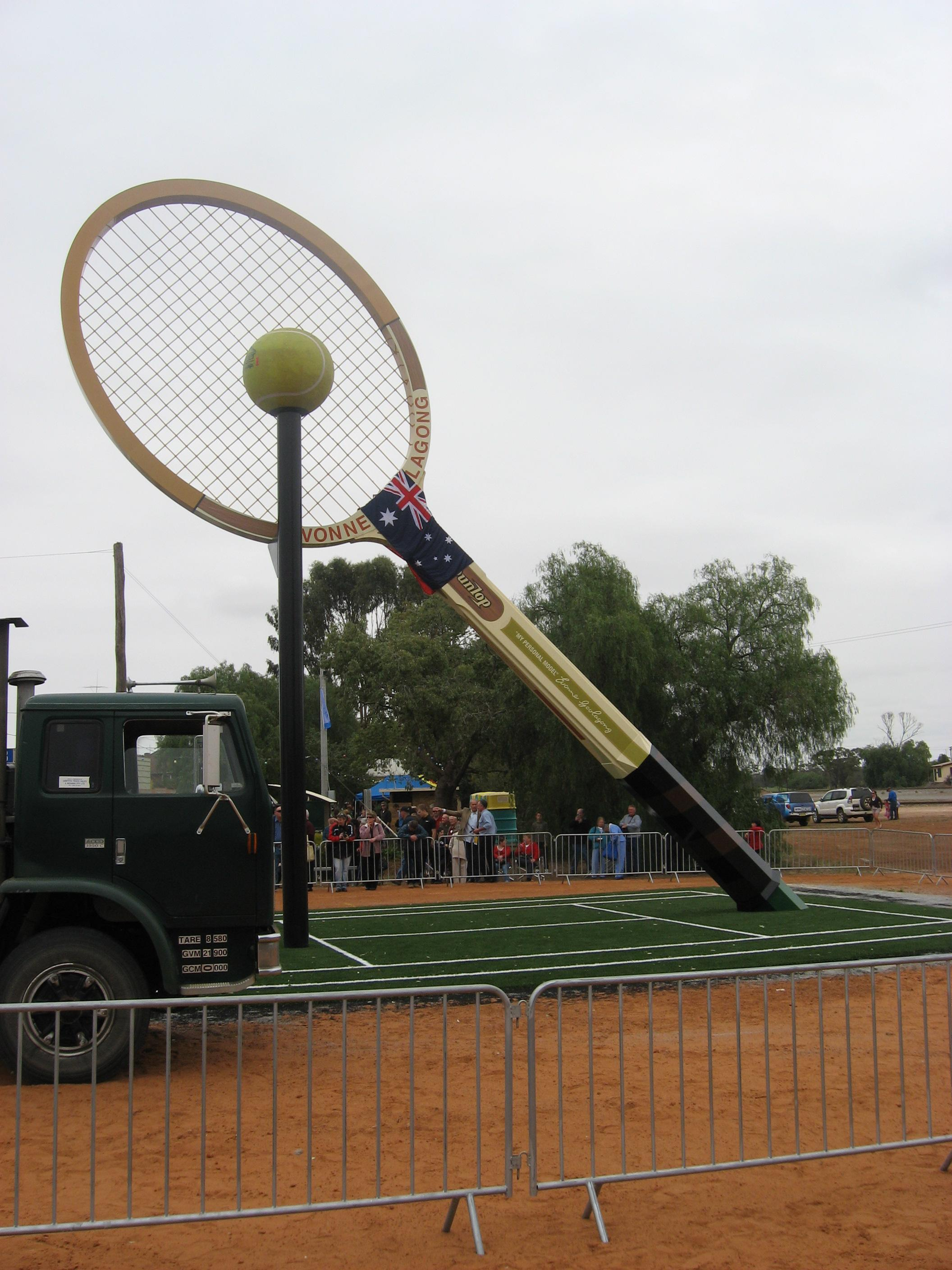
Barellanにて

## テニスラケット開発史
テニスラケットの技術革新は日進月歩であり、テクノロジー革命により軽く、頑丈なものに進化している。
ウッドから、スチールやグラスファイバー、チタンやカーボンなどの素材革命が進み、
レギュラーサイズから、デカラケ・厚ラケ・長ラケなどの形状革命など、
ラケットを構成するあらゆる要素に画期的な新テクノロジーを駆使した大きいのに軽量、かつ強く反発力のあるラケットが開発された。
20世紀・ウッドラケットの時代は68平方インチでシングルシャフト、フレーム重量380g程とかなり重く、スウィングスピードがないのでしなりを利用してボールを飛ばしていた。
戦後まもない1949年にWilsonジャック・クレイマー・オートグラフを誕生させた。このラケットは1981年まで30年以上のロングセラーであった。
フランスのラコステによって、1967年にスチール製フレーム素材のテニスラケットがWilsonT2000として開発されました。
1968年にアルミ製、1970年にウッド素材より柔らかいグラスファイバーが取り入れられたが、カーボンに比べて重かったため、フルグラスファイバーの時代は短く、
その後1974年にカーボンファイバー炭素繊維フレームが登場した。
カーボン製は形状をいろいろな形に製造しやすいことから、Princeが1976年世界初の大きいサイズのプリンスクラシックを開発した。
これまでの70平方インチを110平方インチフェイスに拡大し当時デカラケと呼ばれていた。考案したのは、HEAD創始者ハワード・ヘッドであった。
カーボンフレームによるLサイズラケットはテニス史上最大の革命的大転換だった。
1980年代前半ほんの数年でイノベーションが進んで、複合素材台頭し始めレギュラーからデカラケへと移行しウッド時代に終止符を打った。
1985年頃はデカラケの全盛時代であった。フェースがかなり大きいデカラケはボールも当たりやすいがスピンが掛けにくく、飛びすぎるデメリットのため、フェイス面積がデカラケより少し小さな100平方インチ前後のミッドラケットが主流になっていった。
その次にイノベーションとなったのが1987年のWilson Profileで当時厚ラケと呼ばれていた。1990年頃になりカーボン・グラファイトの特性を生かしワイドボディフレームの出現で、ラケット開発に革命を起こした。
ボールの弾きを決めるのはフレームの硬さで厚いラケットは、その分フレームが硬くしならないので、よくボールを弾く。ただ当初の厚ラケは飛び過ぎるものだったので、中厚ラケットが主流となった。
その後1995年の頃になりラケットの長さが１インチ長い28インチのロングボディラケットPrinceマイケルチャンGraphiteが登場し当時長ラケと呼ばれていた。
HEADがチタンラケット製造を開始。1997年にラケットに革新をもたらした素材チタンは衝撃や腐食、高温にも強い。
耐久力に優れ、このスポーツに最適な軽量で強度のある素材チタンをフレームに採用し中空構造で高い反発性を実現している。
Wilsonは1998年にチタンと比べ軽く4倍の強度と硬度を備え新素材ハイパー・カーボンを発表。
Wilsonは2000年グロメット部にローラー組み込んだローラー・テクノロジーを開発。
HEADはインテリファイバー素材を使ってインパクト時に生じる衝撃の機械的エネルギーを電気的エネルギーに変換しグリップに内蔵したコンピュータマイクロチップで10倍増幅を開発。
HEADが2003年に世界最先端のニューテクノロジーチタンに比べ３倍の弾力性と強度を合わせ持つ液体金属素材LIQUIDMETALシリーズを開発。
黄金スペックの起源はBabolaTピュアドライブで基本スペックである重量＝300g、フレーム厚＝25㎜、フェイス面積＝100平方インチと同じ組み合わせのモデルがメーカー各社から発表された。
Princeが2005年にグロメットレス新構造フレームは、フレーム上にストリングホールを巨大化させた穴を空けることでグロメットはなく、フレームにストリングを直接張ることにより
ストリング可動範囲は大きく広がり、スィートスポットの拡大を実現させた。結果、振り抜くときの空気抵抗を大幅に激減させ、スイングスピードのアップした。
Wilsonは2010年にニューテクノロジー新素材BASALT Fiberバサルトファイバーを採用ラケットを開発した。
HEADはINNEGRAファイバーをカーボンファイバーと複合、インネグラ・ハイブリッド・コンポジット複合構造IGを開発した。
BabolaTがコアテックスとウーファー・システムにタングステンを織り込んだGTテクノロジーを採用し革新技術アエロモジュラーフレームテクノロジーで強烈なスピン性能を達成した。
HEADは2013年に先進ニューテクノロジー世界最強最軽量の素材Graphineを実現した。
BabolaTが2014年にグリップ部分に搭載された内蔵センサーにより通信機能搭載しワイヤレス通信で端末によるグラフや数値での分析を可能とした。
ラケット・メーカー各社が最新ハイテクノロジーを駆使し激化した開発競争が続いてきた結果
フレーム・フェイス形状の大型化と共にハイパーカーボン、アルティマムチタンなど素材における軽量化も相次ぐようになったことから反発性能の大幅な向上が続いた。
これによりスピン量が増大しボールスピードが上昇した。

## ラケットブランド
ラコステやプーマやヤマハのように、ラケット市場から撤退した企業もある。
なお、シャネル やポルシェデザイン もラケットを発売している。
日本では、明治30年代には国産品が既にあった。1960年前後には木製ラケット生産業者が多数あり輸出も行われていたが、次第に台湾そして中国へ、生産基地が移っていったという。
主なラケットブランド（右端の#は、メーカー公式サイト）
|                    | メーカー名         | 英           | 備考 | # |
| ------------------ | ------------------ | ------------ | --- | - |
| ドイツの旗         | アディダス         | adidas       | 2009年、20年ぶりに新作発売                                                                                   |   |
| 日本の旗           | アシックス         | asics        | 2013年、久々に発売（ASICS America）                                                                          |   |
| アメリカ合衆国の旗 | エイブリィ         | AVERY        | [ 24 ] |   |
| フランスの旗       | バボラ             | Babolat      | 日本ではダンロップスポーツが提携                                                                             |   |
| ドイツの旗         | ボリス・ベッカー   | BORIS BECKER | フォルクルのラケットをベースに発展                                                                           |   |
|                    | カルフレックス     | CALFLEX      | サクライ貿易（SAKURAI）が扱うブランド                                                                        |   |
| アメリカ合衆国の旗 | ボスワース         | BOSWORTH     | |   |
| 日本の旗           | ブリヂストン       | BRIDGESTONE  | [ 26 ] |   |
| ベルギーの旗       | ドネー             | DONNAY       | |   |
| 日本の旗           | ダンロップ         | DUNLOP       | [ 27 ] |   |
| アメリカ合衆国の旗 | エスチューサ       | ESTUSA       | ドイツのプーマ社のラケットの生産が中止された後、ボリスベッカーが金型を購入し、アメリカで立ち上げたブランド。 |   |
| オーストリアの旗   | フィッシャー       | FISCHER      | パシフィック（兼松繊維）が継続                                                                               |   |
| 日本の旗           | フタバヤ           | Futabaya     | 現存せず |   |
| アメリカ合衆国の旗 | ガンマ             | GAMMA        | 日本ではトアルソンが提携                                                                                     |   |
| 日本の旗           | ゴーセン           | GOSEN        | [ 30 ] |   |
| アメリカ合衆国の旗 | ヘッド             | HEAD         | [ 31 ] |   |
| 日本の旗           | イグニオ           | IGNIO        | |   |
| 日本の旗           | カワサキ           | Kawasaki     | ブランド名自体は現存                                                                                         |   |
| オーストリアの旗   | クナイスル         | KNEISSL      | Kneissl.UKから発売                                                                                           |   |
| フランスの旗       | ラコステ ※         | LACOSTE      | かつて発売                                                                                                   |   |
| イギリスの旗       | マンティス         | MANTIS       | 2009年に創業                                                                                                 |   |
| 日本の旗           | ミズノ             | MIZUNO       | [ 34 ] |   |
| アメリカ合衆国の旗 | パワーアングル     | PowerAngle   | [ 35 ] |   |
| アメリカ合衆国の旗 | プリンス           | prince       | [ 36 ] |   |
| シンガポールの旗   | プロケネックス     | PROKENNEX    | |   |
| 西ドイツの旗       | プーマ ※           | PUMA         | かつて発売                                                                                                   |   |
| 不明の旗           | レッドソン         | REDSON       | [ 37 ] |   |
| フランスの旗       | ロシニョール ※     | ROSSIGNOL    | かつて発売                                                                                                   |   |
| イギリスの旗       | スラセンジャー     | Slazenger    | |   |
| アメリカ合衆国の旗 | ソリンコ           | SOLINCO      | |   |
| アメリカ合衆国の旗 | スポルディング ※   | SPALDING     | かつて発売                                                                                                   |   |
| 日本の旗           | スリクソン         | SRIXON       | 日本でのダンロップスポーツ自社ブランド                                                                       |   |
| フランスの旗       | テクニファイバー   | Tecnifibre   | 日本ではブリヂストンスポーツが提携                                                                           |   |
| 日本の旗           | トアルソン         | TOALSON      | [ 40 ] |   |
| ドイツの旗         | フォルクル         | Volkl        | |   |
| アメリカ合衆国の旗 | ウィード           | WEED         | [ 41 ] |   |
| アメリカ合衆国の旗 | ウィルソン         | Wilson       | [ 42 ] |   |
| 日本の旗           | ウイングハート ※   | Winghart     | イグニオと同じくジャパーナの商品                                                                             |   |
| 日本の旗           | ウィニングショット | WINNING SHOT | [ 44 ] |   |
| 日本の旗           | ヤマハ ※           | YAMAHA       | かつて発売                                                                                                   |   |
| 日本の旗           | ヨネックス         | YONEX        | [ 46 ] |   |

## 参考資料
- 最新スポーツ大事典（大修館書店、1987年、p. 833とp.1314-1318：稲垣正浩）　ISBN 4469062030